# Nathalie Boltt
Nathalie Boltt (Johannesburgo, 19 de julio de 1973) es una actriz sudafricana, conocida por interpretar a Joey Ortlepp en la serie Isidingo de 2001 a 2004.  Está graduada de la Rhodes University y actualmente reside en Wellington, Nueva Zelanda.
Internacionalmente, Boltt participó en la película District 9 y en la serie The Poseidon Adventure de 2005. También hizo la voz de DottyWot, personaje de la serie neozelandesa The WotWots. Es defensora de muchas fundaciones benéficas. Ha incursionado como guionista.
Actualmente interpreta a Penélope Blossom en la serie de The CW, Riverdale.

## Filmografía

### Películas
- 2007 : Route 30 : Mandy
- 2007 : lood : Kate Morrison
- 2008 : Doomsday : Jane Harris
- 2009 : District 9 : Sarah Livingstone, socióloga
- 2010 : Nights in the Gardens of Spain : Annabelle
- 2014 : The Cure : Ruby Wakefield
- 2014 : Route 30 Three! : Agente Nat
- 2017 : 24 horas para vivir : Dra. Helen
- 2021 : Alone Together : Sharon

### Cortometrajes
- 2013 : The Silk, cortometraje: Enfermera (también codirectora con Clare Burgess, guionista y productora)
- 2015 : Food for Thought, cortometraje: Meran
- 2015 : Vajazzle, cortometraje (codirectora de Philip Boltt, guionista y productor)

### Televisión
- 1998 : Isidingo, serie: Joey Ortlepp
- 2003 : Les Dents de la mort (Red Water), telefilme: Marie Savoy
- 2004 : Platinum (Der weisse Afrikaner), telefilme: Rosa von Zülow
- 2005 : The Poseidon Adventure, telefilme: Shoshanna
- 2005 : Triangle (The Triangle), telefilme: Reportera (sin acreditar)
- 2006 : Coup!, película para televisión: Recepcionista del hotel
- 2008 : Ella Blue, miniserie: Ella Blue
- 2008 : Inspecteur George Gently (Inspector George Gently), temporada 1 episodio 2: Trudi Schmeikel
- 2009 : The Cult, 3 episodios
- 2010 : Bloodlines, serie: Annette Bouwer
- 2010 : The WotWots, serie animada: DottyWot
- 2012 : Siege, telefilme: Vicki Snee
- 2013 : War News, serie: Robyn Michaels
- 2014 : Step Dave, serie: Natalie Robinson
- 2015 : When We Go to War, miniserie: Ida Mueller
- 2016 : Bombshell, telefilme: Dominique Prieur
- 2016 : 800 Words, serie: Rae
- 2017–2023 : Riverdale: Penélope Blossom
- 2018 : Origin: Laura Kassman
- 2018 : Happy Together: Amelia
- 2019: Mystery 101: Celia Bunton
- 2020: Chilling Adventures of Sabrina: Miss Dubois (parte 3)
- 2020-2021: The Astronauts: Lind Bellows